# Darwin Cerén
Darwin Adelso Cerén Delgado (Quezaltepeque, 1989. december 31. –) salvadori válogatott labdarúgó, aki jelenleg a Houston Dynamo játékosa.

## Sikerei, díjai
- Orlando City
  - Commissioner's Cup: 2014
- Houston Dynamo
  - US Open Cup: 2018